# Estación de Tres Olivos
Tres Olivos es una estación de la línea 10 del Metro de Madrid situada en el área residencial de Tres Olivos, perteneciente al barrio de Valverde, en el madrileño distrito de Fuencarral-El Pardo.

## Historia
La estación está situada bajo el ángulo formado por la autovía M-607 y la calle Retablo de Melisendra. La estación se distribuye en dos niveles: vestíbulo (a nivel de calle) y andén. La estación dispone de escaleras mecánicas y ascensores, lo que la hace accesible para personas con movilidad reducida.
En esta estación supone un punto de inflexión en la línea, ya que en ella hay un cambio de tren para los viajeros que vienen desde el ámbito de MetroNorte o de MetroMadrid y desean continuar viaje, ya sea en dirección Puerta del Sur para los primeros u Hospital Infanta Sofía para los segundos. Este cambio se realiza al mismo nivel, excepto en las horas de máxima afluencia de viajeros, en que es necesario ascender mediante escaleras o ascensor al vestíbulo de la estación para, desde ahí, bajar al andén opuesto, y pasando por tornos que requieren introducir billete en caso de que el sentido sea norte>sur y no lo requieren si es sentido sur>norte.
El entorno de la estación está formado por zonas verdes integradas en la morfología urbana de un área residencial con instalaciones deportivas.
La estación se abrió al público el 26 de abril de 2007 y su zona tarifaria es la A según el Consorcio Regional de Transportes de Madrid.

## Accesos
Vestíbulo Tres Olivos
- Retablo de Melisendra C/ Retablo de Melisendra, 1

## Líneas y conexiones

Situación de las paradas de autobús y los recorridos de las líneas en el entorno de la estación de Tres Olivos

### Metro
| << cabecera                   | < estación                    | línea       | estación >                    | cabecera >>                   |
| ----------------------------- | ----------------------------- | ----------- | ----------------------------- | ----------------------------- |
| Hospital Infanta Sofía        | Montecarmelo                  | MetroNorte  | cambio de tren para continuar | cambio de tren para continuar |
| cambio de tren para continuar | cambio de tren para continuar | MetroMadrid | Fuencarral                    | Puerta del Sur                |

### Autobuses
| Diurnos |                  |                         |
| Línea   | Destino          | Parada                  |
| 66      | Fuencarral       | 2684 CAMPO DE CALATRAVA |
| 137     | Fuencarral       | 2684 CAMPO DE CALATRAVA |
| 66      | Cuatro Caminos   | 2685 CAMPO DE CALATRAVA |
| 137     | Puerta de Hierro | 2685 CAMPO DE CALATRAVA |